# Česká kancelář

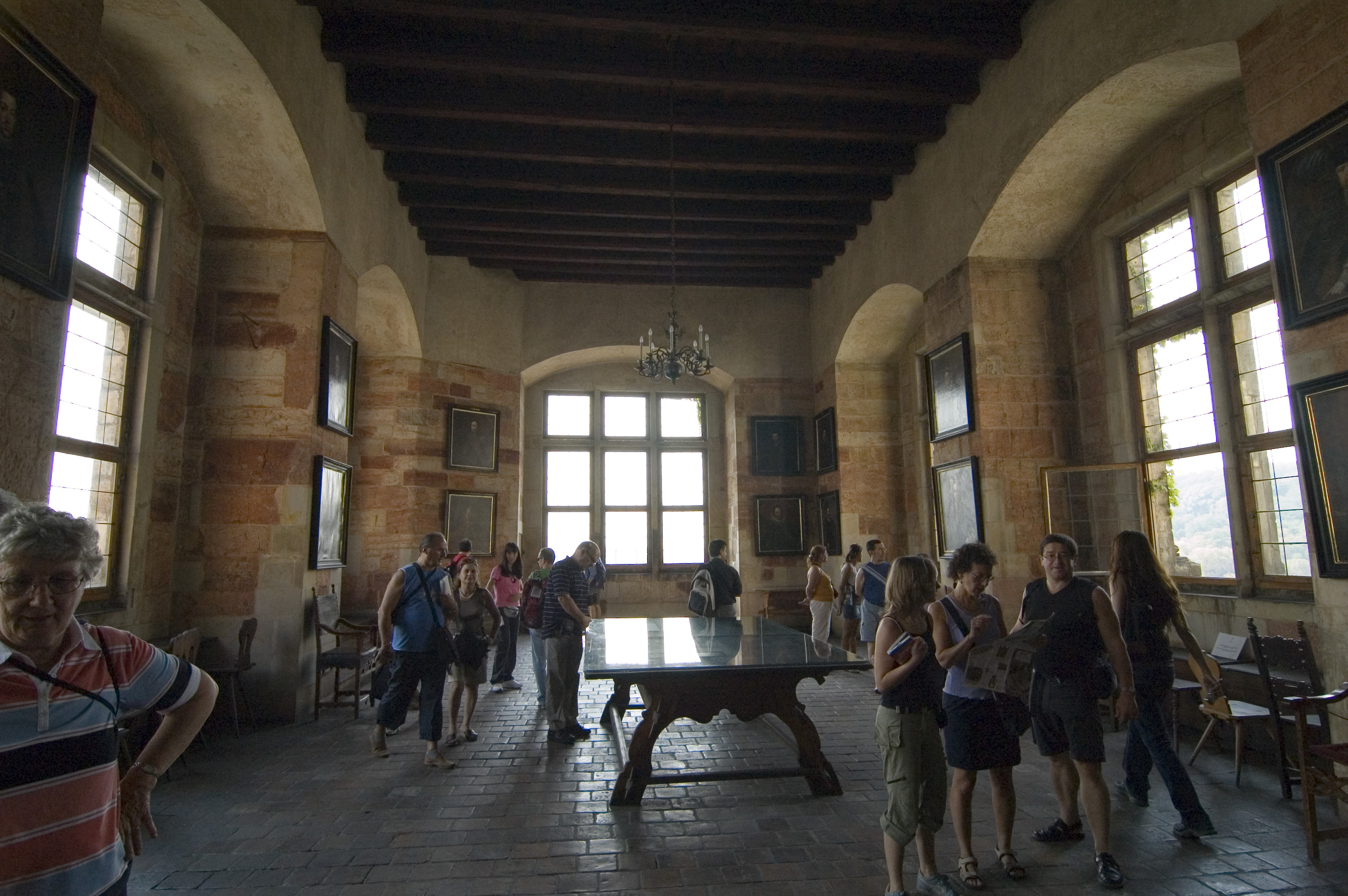
Pražský hrad, Česká kancelář

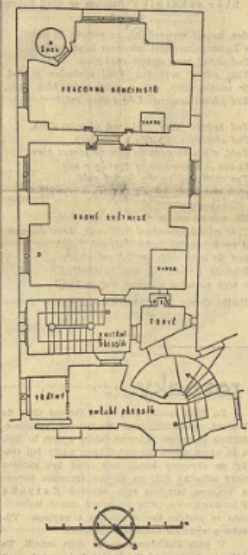
Plán České kanceláře s vyznačením pravděpodobného místa defenestrace (D) dle V.-L. Tapié

Česká kancelář je jedna z částí Starého královského paláce na Pražském hradě, nazvaná podle administrativního orgánu, který v ní od roku 1619 sídlil.
Generální sněm nekatolických českých stavů schválil 31. července 1619 dohodu, známou jako Česká konfederace. Podle ní byla Česká kancelář administrativní centrum Českého království, ve kterém byly zastoupeny i vedlejší země.
Z Vladislavského sálu vedou dveře do Ludvíkova křídla, které bylo vystavěno v letech 1502–1509 Benediktem Rejtem (Riedem) ve stylu rané renesance. V této části paláce se nachází turistická atrakce, Česká kancelář. Zde se 23. května 1618 odehrála druhá pražská defenestrace (někdy označovaná jako třetí). 
Významnou roli při ní hrálo jedno z východních oken. Francouzský historik Victor-Lucien Tapié shrnul v roce 1933 výsledky předchozích bádání, kdy bývalo jako místo defenestrace mylně považováno druhé patro budovy. Jako nejpravděpodobnější místo označil první ze dvou východních oken ve vstupní místnosti v prvním patře.
Místo, kam dopadli oba vyhození místodržící i jejich písař, je označeno dvěma obelisky, z nichž jeden byl dodatečně přemístěn.